# キャノン郡 (テネシー州)
キャノン郡（英: Cannon County）は、アメリカ合衆国テネシー州の中央部に位置する郡である。2010年国勢調査での人口は13,801人であり、2000年の12,826人から7.6%増加した。郡庁所在地はウッドベリー町（人口2,680人）であり、同郡で人口最大の町でもある。
キャノン郡はナッシュビル大都市圏に属している。

## 歴史
キャノン郡は1836年1月31日にテネシー州議会により、ラザフォード郡、スミス郡、ウォーレン郡のそれぞれ一部を合わせて設立された。郡名はテネシー州知事を務めたニュートン・キャノンに因んで名付けられた。

## 郡政府
郡政府の役人は4年間任期で選出されている。郡長、10人の郡政委員の他、13の役職がある。
政策を立案する立法府は郡政委員会である。郡政委員は5つの選挙区で多数を得た者各2名が4年任期で選出されている。委員会は郡の個別政策を立案し、郡政府各部門の予算を設定し、課税率を決定する。郡長は通常郡政委員会の議長を務め、賛否同数の場合に投票できる。委員会は通常、1月、4月、7月、10月に開催され、必要な場合は特別会合が開催される。

## 地理
アメリカ合衆国国勢調査局に拠れば、郡域全面積は266平方マイル (688.9 km2)であり、このうち陸地266平方マイル (688 km2)、水域は0平方マイル (0 km2)で水域率は0.02%である。

### 隣接する郡
- ディカーブ郡 - 北東
- ウォーレン郡 - 東
- コーフィ郡 - 南
- ラザフォード郡 - 西
- ウィルソン郡 - 北西

## 人口動態

人口ピラミッド

以下は2000年の国勢調査による人口統計データである。
| 基礎データ - 人口: 12,826人 - 世帯数: 4,998 世帯 - 家族数: 3,643 家族 - 人口密度: 19人/km2（48人/mi2） - 住居数: 5,420軒 - 住居密度: 8軒/km2（20軒/mi2） 人種別人口構成 - 白人: 96.87% - アフリカン・アメリカン: 1.46% - ネイティブ・アメリカン: 0.33% - アジア人: 0.12% - 太平洋諸島系: 0.02% - その他の人種: 0.40% - 混血: 0.81% - ヒスパニック・ラテン系: 1.22% | 年齢別人口構成 - 18歳未満: 25.4% - 18-24歳: 8.3% - 25-44歳: 28.9% - 45-64歳: 23.7% - 65歳以上: 13.7% - 年齢の中央値: 37歳 - 性比（女性100人あたり男性の人口） - 総人口: 96.3 - 18歳以上: 93.2 世帯と家族（対世帯数） - 18歳未満の子供がいる: 33.3% - 結婚・同居している夫婦: 58.6% - 未婚・離婚・死別女性が世帯主: 9.9% - 非家族世帯: 27.1% - 単身世帯: 24.3% - 65歳以上の老人1人暮らし: 10.9% - 平均構成人数 - 世帯: 2.53人 - 家族: 2.99人 | 収入と家計 - 収入の中央値 - 世帯: 32,809米ドル - 家族: 38,424米ドル - 性別 - 男性: 28,659米ドル - 女性: 21,489米ドル - 人口1人あたり収入: 16,405米ドル - 貧困線以下 - 対人口: 12.8% - 対家族数: 9.6% - 18歳未満: 14.0% - 65歳以上: 17.8% |

### 収入

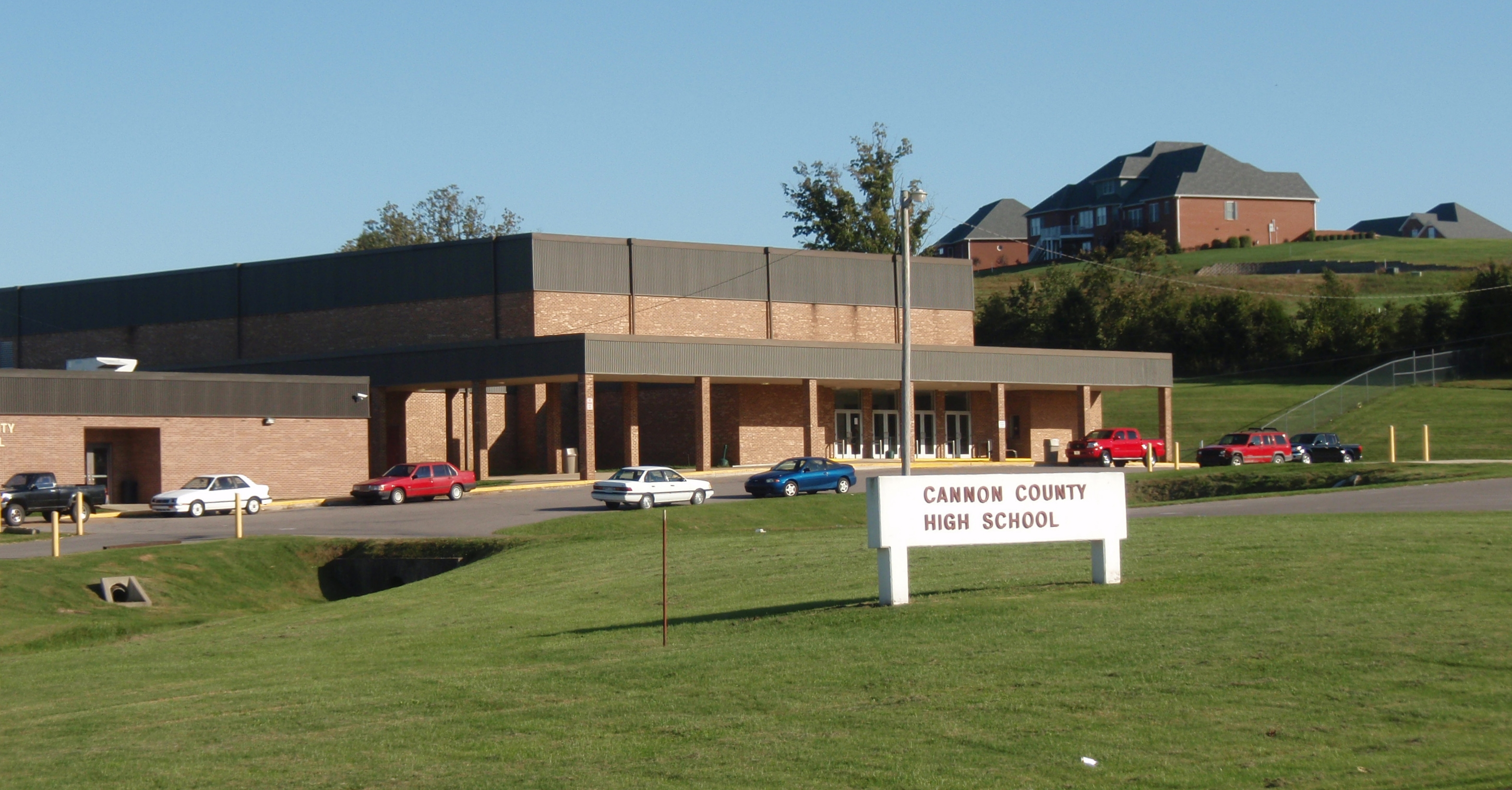
ウッドベリーにあるキャノン郡高校

## 都市と町
- オーバーンタウン
- ウッドベリー - 郡庁所在地